# Svetlana Bojková
Svetlana Anatoljevna Bojková (rusky Светлана Анатольевна Бойко; * 13. dubna 1972 Rostov na Donu, Sovětský svaz) je bývalá ruská sportovní šermířka, která se specializovala na šerm fleretem.
Reprezentovala Rusko v devadesátých letech a v prvním desetiletí jednadvacátého století. Na olympijských hrách startovala v roce 1996, 2000, 2004 a 2008 v soutěži jednotlivkyň a družstev. V roce 2002 získala titul mistryně světa v soutěži jednotlivkyň a v roce 2004 a 2005 obsadila druhé místo na mistrovství Evropy. S ruským družstvem fleretistek vybojovala na olympijských hrách 2008 zlatou olympijskou medaili. V roce 2002 a 2006 vybojovala s družstvem titul mistryň světa a s družstvem získala celkem čtyři tituly mistryň Evropy (1998, 2000, 2006, 2008).